# Ерменежилду Капелу
Ерменежилду Аугусту де Бриту Капелу (на португалски: Hermenegildo Augusto de Brito Capelo) е португалски пътешественик и изследовател, първият европеец пресякъл Африка от запад на изток.

## Ранни години (1841 – 1876)
Роден е на 4 февруари 1841 година в Палмела, Португалия, на около 25 км южно от Лисабон. Още съвсем млад постъпва в португалския военноморски флот и от 1860 до 1863 е на плаване покрай югозападните брегове на Африка.
През 1866 отново отплува за Африка и остава в Ангола до 1869. През следващите години до 1876 плава до Мозамбик, Кабо Верде, Гвинея-Бисау и Макао.

## Изследователска дейност (1877 – 1886)
През 1875 г., се създава „Португалска национална комисия за изследване и цивилизация на Африка“, по известна като „Комисия за Африка“. Целите на Комисията са да събуди общественото съзнание на жителите на метрополията за проблемите в португалските колонии в Африка и за набиране на средства чрез публична подписка за научно-географски експедиции в региона. Основната причина за създаването на Комисията е активизирането на другите колониални страни в Европа – Великобритания, Франция и Германия, и започналата от тях подялба на териториите в Африка.
Амбицията на Португалия е осъществяването на сухоземна връзка между двете португалски колонии в района Ангола и Мозамбик. За тази цел е организирана и първата голяма португалска експедиция и за неин ръководител на 11 май 1877 е избран Ерменежилду Капелу, а за негов заместник Роберто Ивенш.

### Експедиция в Ангола (1877 – 1879)
На 7 юли 1877 експедицията тръгва от Луанда и изследва Северна Ангола. Капелу изследва изворите на река Кванго (11°20′ ю. ш. 19°00′ и. д. / 11.333333° ю. ш. 19° и. д.), а след това продължава на северозапад и достига до Дуки ди Браганса (9°00′ ю. ш. 16°00′ и. д. / 9° ю. ш. 16° и. д.). Оттам се спуска по Кванго до устието на левия ѝ приток река Куго, изследва Кванго надолу до 6º ю.ш. и през октомври 1879 се завръща в Луанда.
Своето двугодишно пътешествие Капелу и Ивенш описват в публикуваната през 1881 г. в Лисабон двутомна книга „De Benguella ás terras de Jàcca, 1877 – 80“ (в превод „От Бенгела до земите на яка“).

### Първо пресичане на Африка от запад на изток (1884 – 1886)
На 19 април 1883 г., на заседание на Комисията е взето решение за осъществяване на търговска връзка между двете португалски колонии в Африка – Ангола и Мозамбик и заснемане и картиране на териториите между двете колонии. На 5 ноември същата година за ръководител на експедицията е назначен Капелу, а за негов заместник отново Роберто Ивенш.
На 6 януари 1884 експедицията тръгва от Мосамедиш (15°10′ ю. ш. 12°12′ и. д. / 15.166667° ю. ш. 12.2° и. д.) на изток, пресича платото Серра да Шела, изкачва се на платото Уила и по река Кукуловар (десен приток на Кунене) се спуска до Кунене. Изкачва се по последната до устието на левия ѝ приток река Шитанда, завива на изток, пресича река Кубанго и левите ѝ притоци Кватир и Квито и достига до десния приток на Замбези – река Квандо. Продължава на изток до Замбези, изкачва се по нея и по левия ѝ приток река Кабомпо до изворите ѝ, пресича вододела и достига до горното течение на река Луалаба. Продължава на изток по вододела и достига до извора на река Луфира (десен приток на Луалаба). Изследва вододела между реките Луфира, Луапула и Кафуе (открива изворите на последната), продължава на изток, достига до Луапула и се изкачва по нея до водопада Мамбирима. Оттам продължава на юг, пресича междуречието на реките Кафуе и Луангва (леви притоци на Замбези) и достига до Замбези, по която се спуска до Индийския океан и на 20 септември 1886 се завръща в Лисабон.
Своето трансконтинентално пътешествие – най-голямото изследователско мероприятие на португалците в Африка в последната четвърт на XIX век – Капелу и Ивенш описват в двутомната си книга „De Angola á contra-costa“ (в превод „От Ангола до противоположния бряг“), издадена в Лисабон през 1886. Към нея е приложена детайлна карта, основана на щателна топографска снимка на целия път (над 7000 км) с астрономически определения на географската ширина и дължина и барометрични измервания на височините.

## Следващи години (1887 – 1917)
След завръщането си от Африка Ерменежилду Капелу е назначен за заместник-председател на Португалския отвъдморски институт. Неговата визия и умения по организация и ръководство допринасят за издигане престижа на Португалия като колониална държава наред с останалите европейски страни.
През 1889 г., Капелу става адютант на крал Луиш I, а след неговата смърт на наследника му Карлос I (1889 – 1908). Следват други по високи длъжности – началник на охраната при крал Мануел II (1908 – 1910) и посланик на Португалия в Занзибар. На 18 януари 1906 е произведен във вицеадмирал, а на 17 май същата година – в адмирал.
На 24 октомври 1910 се оттегля в пенсия и умира на 4 май 1917 в Лисабон на 76-годишна възраст.

## Трудове
- De Benguella ás terras de Jàcca, 1877 – 80, Vol. 1 – 2, Lisboa, 1881.
- De Angola á contra-costa, Vol. 1 – 2, Lisboa, 1886.